# Araschnia wladimiri
Araschnia wladimiri är en fjärilsart som beskrevs av Kardakoff 1928. Araschnia wladimiri ingår i släktet Araschnia och familjen praktfjärilar. Inga underarter finns listade i Catalogue of Life.